# Enfants de salaud
Pour les articles homonymes, voir Enfants de salaud.
Pour le film britannique de André de Toth, voir Enfants de salauds.
Pour plus de détails, voir Fiche technique et Distribution.
Enfants de salaud est un film français réalisé par Tonie Marshall, sorti en 1996.

## Synopsis
Sylvette, serveuse délurée, Sandro, garagiste quelque peu macho, Sophie, bourgeoisie timide, et Susan, actrice américaine, ne se connaissent pas et n'ont pas grand-chose en commun. Ils ont cependant tous les quatre le même père, un escroc nommé Julius, qui a abandonné leurs mères respectives et qu'ils ne connaissent pas non plus. Julius ayant été arrêté pour le meurtre d'une de ses maîtresses, les quatre demi-frères et sœurs se rencontrent pour la première fois...   

## Fiche technique
- Titre : Enfants de salaud
- Réalisation : Tonie Marshall
- Scénario : Tonie Marshall et Jacky Cukier
- Musique : Vincent Malone
- Production : Michel Propper pour M6 Films
- Pays d'origine :  France
- Genre : comédie dramatique
- Durée : 100 minutes
- Date de sortie : 3 avril 1996

## Distribution
- Jean Yanne : Julius
- Anémone : Sylvette
- Nathalie Baye : Sophie
- François Cluzet : Sandro
- Molly Ringwald : Susan
- Vincent Elbaz : Napo
- Patrick Bauchau : Pierre-Yves

## Distinctions
1995 : Prix de l'Aide à la Création de la Fondation Gan pour le Cinéma